# TT207
La tombe thébaine TT 207 est située à El-Khokha, dans la nécropole thébaine, sur la rive ouest du Nil, face à Louxor en Égypte.
C'est la sépulture de Horemheb (Ḥr-m-hb), scribe des offrandes divines d'Amon, datant du règne de Ramsès III (XXe dynastie).